# Olympische Sommerspiele 2012/Schwimmen – 200 m Rücken (Frauen)
Der Wettbewerb über 200 Meter Rücken der Frauen bei den Olympischen Spielen 2012 in London wurde am 2. und 3. August 2012 im London Aquatics Centre ausgetragen. 37 Athletinnen nahmen daran teil. 
Es fanden fünf Vorläufe statt. Die 16 schnellsten Schwimmerinnen aller Vorläufe qualifizierten sich für die beiden Halbfinals, die am gleichen Tag ausgetragen wurden. Für das Finale am nächsten Tag qualifizierten sich hier die acht schnellsten Starterinnen beider Läufe.
Abkürzungen:

WR = Weltrekord, OR = olympischer Rekord, NR = nationaler Rekord

ER = Europarekord, NAR = Nordamerikarekord, SAR = Südamerikarekord, ASR = Asienrekord, AFR = Afrikarekord, OZR = Ozeanienrekord

PB = persönliche Bestleistung, JWB = Jahresweltbestzeit

## Bestehende Rekorde
| Weltrekord         | Kirsty Coventry ( Simbabwe) | 2:04,81 min | Rom, Italien                | 1. August 2009  |
| Olympischer Rekord | Kirsty Coventry ( Simbabwe) | 2:05,24 min | Peking, Volksrepublik China | 16. August 2008 |

## Titelträger
| Olympiasieger | Kirsty Coventry ( Simbabwe)          | 2:05,24 min | Peking 2008   |
| Weltmeister   | Missy Franklin ( Vereinigte Staaten) | 2:05,10 min | Shanghai 2011 |
| Europameister | Alexianne Castel ( Frankreich)       | 2:08,41 min | Debrecen 2012 |

## Vorlauf

### Vorlauf 1
2. August 2012
| Platz | Name                | Nation     | Zeit        | Anmerkung |
| ----- | ------------------- | ---------- | ----------- | --------- |
| 1     | Nguyen Thi Anh Vien | Vietnam    | 2:13,35 min |           |
| 2     | Carolina Colorado   | Kolumbien  | 2:13,64 min | NR        |
| 3     | Ham Chan-mi         | Südkorea   | 2:15,30 min |           |
| 4     | Dorina Szekeres     | Ungarn     | 2:18,16 min |           |
| 5     | Yulduz Kutschkarowa | Usbekistan | 2:18,60 min |           |

### Vorlauf 2
2. August 2012
| Platz | Name                   | Nation     | Zeit        | Anmerkung |
| ----- | ---------------------- | ---------- | ----------- | --------- |
| 1     | Simona Baumrtová       | Tschechien | 2:10,03 min | NR        |
| 2     | Miyu Otsuka            | Japan      | 2:11,65 min |           |
| 3     | Fernanda González      | Mexiko     | 2:12,75 min |           |
| 4     | Anja Čarman            | Slowenien  | 2:13,01 min |           |
| 5     | Mie Østergaard Nielsen | Dänemark   | 2:13,89 min |           |
| 6     | Kim Daniela Pavlin     | Kroatien   | 2:15,67 min |           |
| 7     | Melanie Nocher         | Irland     | 2:16,29 min |           |
| 8     | Stephanie Au           | Hongkong   | 2:18,47 min |           |

### Vorlauf 3
2. August 2012
| Platz | Name               | Nation             | Zeit        | Anmerkung |
| ----- | ------------------ | ------------------ | ----------- | --------- |
| 1     | Elizabeth Beisel   | Vereinigte Staaten | 2:07,82 min |           |
| 2     | Alexianne Castel   | Frankreich         | 2:08,92 min |           |
| 3     | Sinead Russell     | Kanada             | 2:09,04 min |           |
| 4     | Anastassija Sujewa | Russland           | 2:09,36 min |           |
| 5     | Karin Prinsloo     | Südafrika          | 2:10,34 min |           |
| 6     | Bai Anqi           | China              | 2:11,26 min |           |
| 7     | Alessia Filippi    | Italien            | 2:12,40 min |           |
| 8     | Alicja Tchórz      | Polen              | 2:14,02 min |           |

### Vorlauf 4
2. August 2012
| Platz | Name               | Nation         | Zeit        | Anmerkung |
| ----- | ------------------ | -------------- | ----------- | --------- |
| 1     | Belinda Hocking    | Australien     | 2:08,75 min |           |
| 2     | Daryna Sewina      | Ukraine        | 2:09,40 min |           |
| 2     | Duane Da Rocha     | Spanien        | 2:09,72 min |           |
| 4     | Elizabeth Simmonds | Großbritannien | 2:10,37 min |           |
| 5     | Jenny Mensing      | Deutschland    | 2:10,54 min |           |
| 6     | Melissa Ingram     | Neuseeland     | 2:10,63 min |           |
| 7     | Hilary Caldwell    | Kanada         | 2:10,75 min |           |
| 8     | Ekaterina Awramowa | Bulgarien      | 2:15,44 min |           |

### Vorlauf 5
2. August 2012
| Platz | Name                    | Nation             | Zeit        | Anmerkung |
| ----- | ----------------------- | ------------------ | ----------- | --------- |
| 1     | Missy Franklin          | Vereinigte Staaten | 2:07,54 min |           |
| 2     | Kirsty Coventry         | Simbabwe           | 2:08,14 min |           |
| 3     | Meagen Nay              | Australien         | 2:08,40 min |           |
| 4     | Stephanie Proud         | Großbritannien     | 2:10,01 min |           |
| 5     | Sharon van Rouwendaal   | Niederlande        | 2:10,60 min |           |
| 6     | Eygló Ósk Gústafsdóttir | Island             | 2:11,31 min | NR        |
| 7     | Yao Yige                | China              | 2:12,14 min |           |
| 8     | Laure Manaudou          | Frankreich         | 2:14,29 min |           |

## Halbfinale

### Lauf 1
2. August 2012
| Platz | Name                  | Nation             | Zeit        | Anmerkung |
| ----- | --------------------- | ------------------ | ----------- | --------- |
| 1     | Elizabeth Beisel      | Vereinigte Staaten | 2:06,18 min |           |
| 2     | Meagen Nay            | Australien         | 2:07,42 min |           |
| 3     | Anastassija Sujewa    | Russland           | 2:07,88 min |           |
| 4     | Alexianne Castel      | Frankreich         | 2:08,24 min |           |
| 5     | Elizabeth Simmonds    | Großbritannien     | 2:08,48 min |           |
| 6     | Sharon van Rouwendaal | Niederlande        | 2:09,50 min |           |
| 7     | Duane Da Rocha        | Spanien            | 2:09,88 min |           |
| 8     | Simona Baumrtová      | Tschechien         | 2:10,18 min |           |

### Lauf 2
2. August 2012
| Platz | Name            | Nation             | Zeit        | Anmerkung |
| ----- | --------------- | ------------------ | ----------- | --------- |
| 1     | Missy Franklin  | Vereinigte Staaten | 2:06,84 min |           |
| 2     | Kirsty Coventry | Simbabwe           | 2:08,32 min |           |
| 3     | Sinead Russell  | Kanada             | 2:08,76 min |           |
| 4     | Stephanie Proud | Großbritannien     | 2:09,04 min |           |
| 5     | Belinda Hocking | Australien         | 2:09,35 min |           |
| 6     | Daryna Sewina   | Ukraine            | 2:09,70 min |           |
| 7     | Jenny Mensing   | Deutschland        | 2:10,68 min |           |
| 8     | Karin Prinsloo  | Südafrika          | 2:11,42 min |           |

## Finale
Siegerin Franklin (USA) gewann hier die dritte ihrer vier Goldmedaillen in London.

Mit diesem Doppelerfolg über 100 und 200 Meter Rücken ist sie die sechste Frau, die diese Leistung schaffte.
3. August 2012, 19:30 Uhr MEZ
| Platz | Name               | Nation             | Zeit        | Anmerkung |
| ----- | ------------------ | ------------------ | ----------- | --------- |
| 1     | Missy Franklin     | Vereinigte Staaten | 2:04,06 min | WR, OR    |
| 2     | Anastassija Sujewa | Russland           | 2:05,92 min |           |
| 3     | Elizabeth Beisel   | Vereinigte Staaten | 2:06,55 min |           |
| 4     | Elizabeth Simmonds | Großbritannien     | 2:07,26 min |           |
| 5     | Meagen Nay         | Australien         | 2:07,43 min |           |
| 6     | Kirsty Coventry    | Simbabwe           | 2:08,18 min |           |
| 7     | Alexianne Castel   | Frankreich         | 2:08,43 min |           |
| 8     | Sinead Russell     | Kanada             | 2:09,86 min |           |

## Bildergalerie

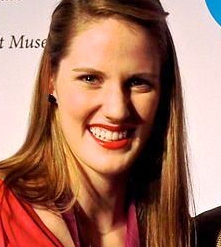
Olympiasiegerin Missy Franklin (USA)
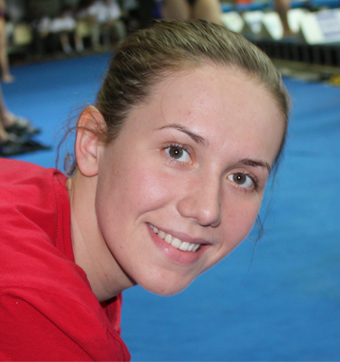
Anastassija Sujewa (RUS) gewinnt Silber

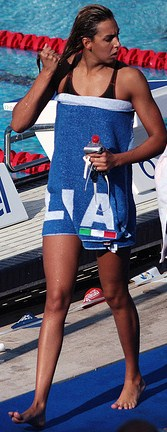
Alessia Filippi (ITA) scheitert im Vorlauf (hier bei der WM 2009)
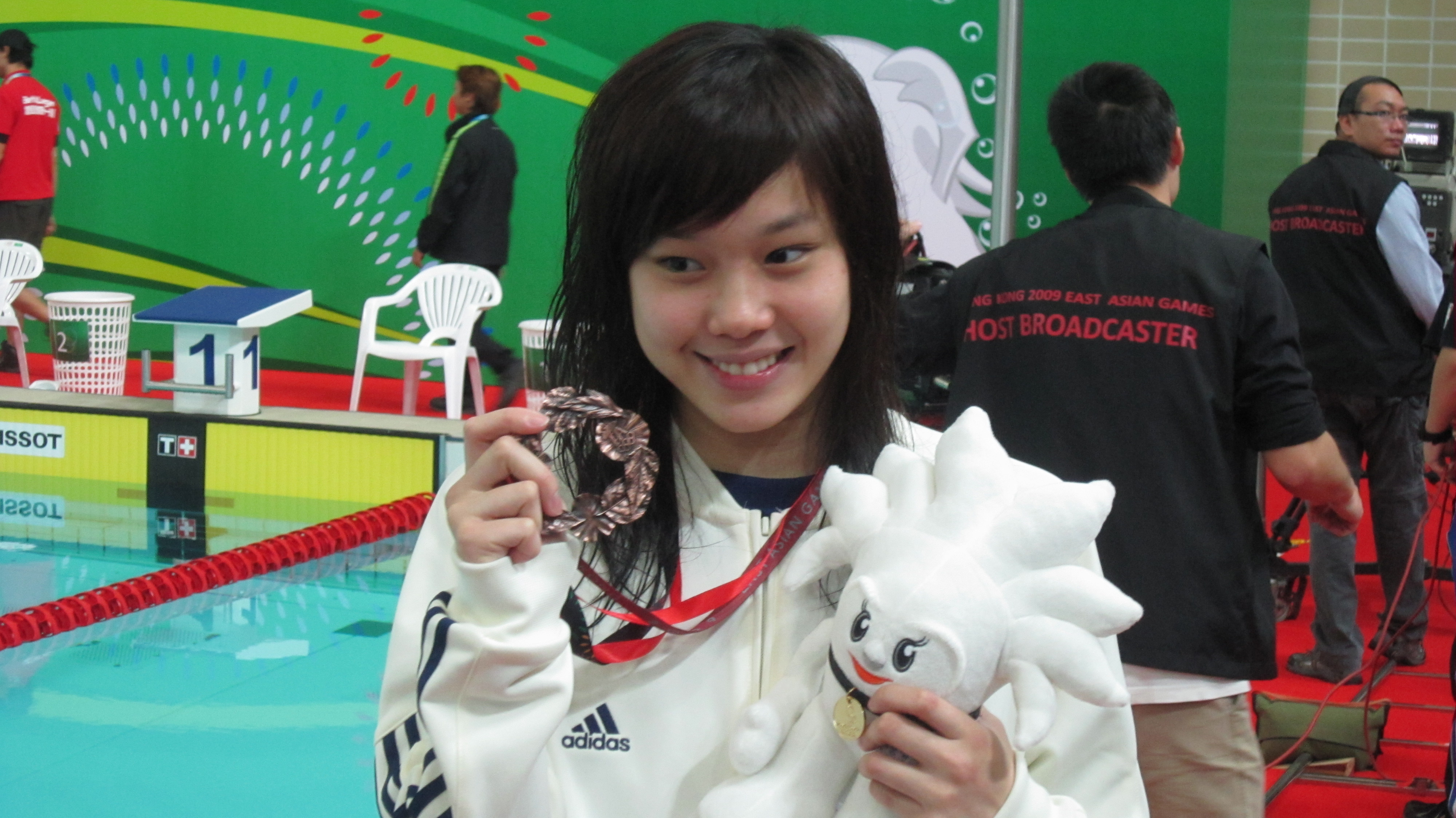
Stephanie Au (HKG), hier bei den Ostasienspielen 2009, scheitert im Vorlauf
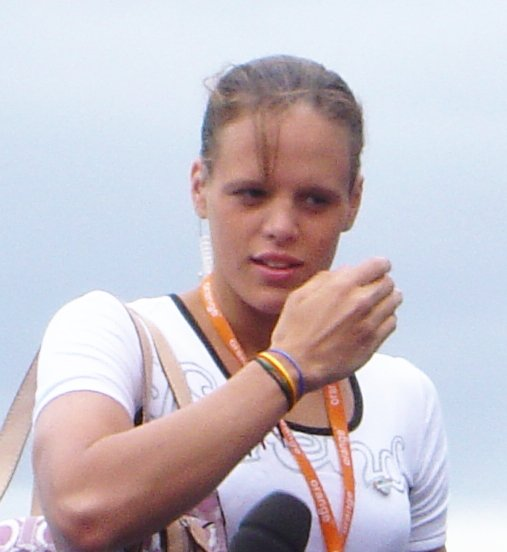
Laure Manaudou (FRA) scheidet nach dem Vorlauf aus